# Кручинкіна Олена Юріївна
Олена Юріївна Кручинкіна (28 березня 1995 , Смольний, Мордовія ) - російська та білоруська біатлоністка, що нині виступає за збірну Білорусі, чемпіонка Європи 2020 року в перегонах переслідування, призерка чемпіонату Росії. Майстер спорту Росії.

## Життєпис

### Юніорська кар'єра
Неодноразово перемагала та здобувала нагороди на чемпіонатах Росії та відбіркових змаганнях у молодших вікових категоріях. Срібна призерка Всеросійської зимової Універсіади 2016 у змішаній естафеті.
Взяла участь у трьох чемпіонатах світу серед юніорів (2014, 2015, 2016) та одному чемпіонаті Європи (2015), але в особистих дисциплінах не піднімалася вище за 17-те місце. На чемпіонаті світу серед юніорів з літнього біатлону 2015 року посіла восьме місце в спринті та сьоме - в перегонах переслідування.
У сезоні 2015-2016 взяла участь у кількох етапах Кубка IBU серед юніорів, найкращий результат – сьомі місця на етапах у Валь-Мартелло та Ленцергайде. У загальному заліку за підсумками сезону посіла 15-те місце.

### Доросла кар'єра
Неодноразова переможниця чемпіонату Приволзького ФО.
Дворазова срібна призерка чемпіонату Росії 2018 року в командних перегонах та перегонах патрулів у складі команди Мордовії.
Переможниця етапів Кубка Росії в естафеті.

## Особисте життя
Сестра-близнючка Ірина також займається біатлоном.

## Результати за кар'єру
Усі результати наведено за даними Міжнародного союзу біатлоністів.

### Чемпіонати світу
| Змагання                  | Інд. перегони | Спринт | Перегони пер. | Мас-старт | Естафета | Змішана ес. | Од. змішана ес. |
| ------------------------- | ------------- | ------ | ------------- | --------- | -------- | ----------- | --------------- |
| Естерсунд 2019            | 46            | 36     | 44            | —         | 11       | 13          | —               |
| Антгольц-Антерсельва 2020 | 77            | 49     | На коло       | —         | 13       | 12          | —               |
| Поклюка 2021              | 26            | 49     | 49            | —         | 4        | 14          | —               |

### Кубки світу
- Найвище місце в загальному заліку: 49-те 2020 року.
- Найвище місце в окремих перегонах: 7-ме
- 3 п'єдестали в естафетах: 3 другі місця.

 Станом на 5 грудня 2021 року. 

#### Підсумкові місця в Кубку світу за роками
| Сезон     | Інд. перегони | Інд. перегони | Спринт | Спринт | Перегони пер. | Перегони пер. | Мас-старт | Мас-старт | Заг. залік | Заг. залік |
| Сезон     | Бали          | Місце         | Бали   | Місце  | Бали          | Місце         | Бали      | Місце     | Бали       | Місце      |
| --------- | ------------- | ------------- | ------ | ------ | ------------- | ------------- | --------- | --------- | ---------- | ---------- |
| 2018-2019 | -             |               | 50     | 52     | 14            | 68            |           |           | 64         | 65         |
| 2019-2020 | 5             | 62            | 66     | 42     | 25            | 50            |           |           | 96         | 49         |
| 2020-2021 | 40            | 29            | 113    | 28     | 102           | 27            | 20        | 42        | 275        | 30         |

### Чемпіонати Європи
- Золота медаль у перегонах переслідування 2020 року в Мінську.